# اندیس کوه چشمه زربی۱
کوه چشمه زربی۱ یک اندیس فلزی است که در حوالی شهر ابیز استان خراسان قرار دارد و مادهٔ معدنی موجود در آن، منیزیت است.  